# Alenka Bikar

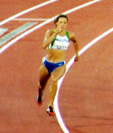
Alenka Bikar

Alenka Bikar (* 7. Januar 1974 in Ljubljana, Jugoslawien) ist eine ehemalige slowenische Sprinterin sowie Politikerin. 
Bikar nahm dreimal an Olympischen Spielen teil. 1996 in Atlanta, 2000 in Sydney und 2004 in Athen. Bei den Leichtathletik-Europameisterschaften 2002 wurde Bikar Achte über 200 m. Ihr größter Erfolg war der erste Platz über 200 m bei den Mittelmeerspielen 2005.
Im Jahr 2009 schloss sie ein Diplom-Studium an der VSŠ SČ PET (Fachhochschule für Post, Wirtschaft und Telekommunikation) in Ljubljana ab.
Sie gehörte als Nachrückerin für Zoran Janković, der aufgrund seiner Wiederwahl zum Bürgermeister von Ljubljana sein Parlamentsmandat abgeben musste, seit April 2012 für die Partei Pozitivna Slovenija dem slowenischen Parlament an. Mit dem Scheitern ihrer Partei bei der Parlamentswahl 2014 schied sie aus der Nationalversammlung aus.